# Šmicberger
Šmicberger je priimek več znanih Slovencev:
- Djuro Šmicberger (1922—2006), novinar